# Ringenes Herre - De to Tårne
Ringenes Herre – De to Tårne (1954) er anden del af J.R.R. Tolkiens trilogi Ringenes Herre om krigen om Herskerringen.
Bogen blev filmatiseret i 2002, se: Ringenes Herre - De to Tårne (film)
| Bog | Spire Denne artikel om bøger og tidsskrifter er en spire som bør udbygges. Du er velkommen til at hjælpe Wikipedia ved at udvide den. |